# Baempaieo geomsa
Baempaieo geomsa (kor.: 뱀파이어 검사, MOCT: Baempaieo geomsa, znana także jako Vampire Prosecutor) – południowokoreański, kryminalny serial telewizyjny emitowany w latach 2011–2012 na kanale OCN. Główne role odgrywają w nim Yeon Jung-hoon, Lee Won-jong, Lee Young-ah oraz Kim Joo-young.
Pierwsza seria składa się z 12 odcinków i po raz pierwszy została wyemitowana od 2 października do 18 grudnia 2011 roku. Druga seria składa się z 11 odcinków i po raz pierwszy została wyemitowana od 9 września do 18 listopada 2012.
Wyprodukowano także spin-off tej serii, zatytułowany Wampir detektyw (kor.: 뱀파이어 탐정; Baempaieo tamjeong), który został wyemitowany na stacji OCN w 2016 roku.

## Fabuła
Min Tae-yeon jest prokuratorem pracującym w specjalnej jednostce łączącej policję z prokuraturą. Razem z detektywem Hwang Soon-bomem, świeżo upieczoną prokuratorką Yoo Jung-in i technikiem Choi Dong-manem rozwiązują trudne przypadki zabójstw. Jednak niewiele osób wie, że Tae-yeon jest wampirem i używa swoich wampirzych zdolności przy rozwiązywaniu spraw. Jednocześnie prowadzi także własne śledztwo dotyczące serii morderstw sprzed siedmiu lat, w wyniku których stracił siostrę i stał się wampirem.

## Obsada seria pierwsza

### Główne postaci
- Yeon Jung-hoon jako Min Tae-yeon, prokurator
- Lee Young-ah jako Yoo Jung-in, prokurator
- Lee Won-jong jako Hwang Soon-bom, detektyw
- Jang Hyun-sung jako Jang Chul-oh, prokurator, szef jednostki

### Postaci drugoplanowe
- Kim Joo-young jako Choi Dong-man, technik
- Park Jae-hoon jako Ra Jae-wook, barman w barze Blood, były lekarz hematolog
- Kim Ye-jin jako Soo-hee, koroner sądowa
- Kim Eung-soo jako Yoo Won-kook

### Gościnnie
- Gong Jung-hwan jako Park Hoon (odcinek 1 i 10)
- Choi Yong-min jako prezydent Gum (odcinki 1 – 2)
- Song Min-jung jako Seo Ji-yeon (odcinek 2)
- Seo Woo-jin jako Oh Min-ho (odcinek 3)
- Choi Min jako Nam Gun-wook (odcinek 4)
- Jang Young-nam jako Yoon Ji-hee (odcinki 4, 8, 11)
- Jo Jung-eun jako Park Hyun-joo (odcinek 5)
- Kim Ye-ryeong jako matka Hyun-joo (odcinek 5)
- Yoon Gi-won jako Choi Wook (odcinek 7)
- Jung Da-hye jako Yoon Se-hwa (odcinek 8)
- Jung Eui-chul jako Min Jung-woo (odcinek 8)
- Lee Jong-hyuk jako prokurator Jin (odcinek 8)
- Kim Hyun-sung jako Lee Jung-moon (odcinek 12)
- Jang Gwang jako Kwak No-seung
- Kim Hyo-sun
- Kim Jong-kook
- Oh Hee-joon jako Lee Seung-hak

## Obsada seria druga

### Główne postaci
- Yeon Jung-hoon jako Min Tae-yeon, prokurator
- Lee Young-ah jako Yoo Jung-in, prokurator
- Lee Won-jong jako Hwang Soon-bom, detektyw
- Lee Geung-young jako Jo Jung-hyun, koroner
  - Lee Ji-oh jako młody Jo Jung-hyun (odcinek 3)
- Kim Joo-young jako Choi Dong-man

### Postaci drugoplanowe
- Kwon Hyun-sang jako L, wampir na którym przeprowadzano niegdyś eksperymenty
- Gong Jung-hwan jako Park Hoon/Kim Sung-hoon, prokurator który pierwszy prowadził śledztwo związane z wampirami
- Park Jae-hoon jako Ra Jae-wook, barman w barze Blood, były lekarz-hematolog
- Kim Bo-young jako Joo Hyun-ah, prokurator, szefowa jednostki
- Yuriko Yoshitaka jako Luna Yukiko, japońska szamanka
- Kim Ji-young jako Lee Ji-ae, mała dziewczynka, którą przygarnia Jo Jung-hyun, której dziadek popełnił samobójstwo
- Seo Soo-min jako Jo Hye-in

### Gościnnie
- Kim Jong-gu jako Heo Hak-beom (odcinek 1)
- Song Ji-hyun jako Oh Min-young (odcinek 2)
- Kim In-seo jako Bae Ji-yeon (odcinek 2)
  - Jeon Hee-soo jako młoda Ji-yeon (odcinek 2)
- Yeo Hyeon-Soo jako reżyser filmu Baempaieo Geomsa (odcinek 4)
- Hong Seok-cheon jako Gabriel Jang (odcinek 6)
- Han Seol-ah jako Han Mina (odcinek 6)
- Shim Yi-young jako Park Hae-ri (odcinek 7)
- Kim Hyun-sook jako Lee Young-ae (odcinek 8)[a]
- Yoo Hyung-kwan jako Yoo Hyung-kwan (odcinek 8)[a]
- Jung Ji-soon jako Jung Ji-soon (odcinek 8)[a]
- Im Seo-yeon jako Byun Ji-won (odcinek 8)[a]
- Yoon Seo-hyun jako Yoon Seo-hyun (odcinek 8)[a]
- Jang Hyun-sung jako Jang Chul-oh (odcinek 10)
- Kim Moon-Ho – Lee Joon-Sung
- Shim Yi-Young – aktorka

## Lista odcinków

### Seria pierwsza
| 1 | Peulangseu inhyeong-i issneun bang 프랑스 인형이 있는 방 | 2 października 2011  |
| Działalność rozpoczyna specjalna jednostka zajmująca się sprawami morderstw łącząca wydział policji z prokuraturą. Pierwszą sprawą zabójstwa z którą nowa jednostka musi się zmierzyć, jest zabójstwo dziecka z sierocińca, którego ciało zostało znalezione w parku. Mimo iż modus operandi przypomina głośną sprawę seryjnego zabójcy sprzed siedmiu lat, Tea-yeon natychmiast orientuje się, że przestępstwo zostało jedynie ucharakteryzowane na takie, dla odwrócenia uwagi od prawdziwych sprawców.                                                                                |                                                          |                      |
| 2 | Jug-eum-ui sinalio 죽음의 시나리오                       | 9 października 2011  |
| Podczas kręcenia zdjęć do filmu, jego główny reżyser i scenarzysta zostaje zamordowany. Scenariusz miał być oparty na rzeczywistym, nierozwiązanym morderstwie, a który miał według zamierzeń twórcy ujawnić prawdziwego mordercę. |                                                          |                      |
| 3 | Balbaliui chueog 발바리의 추억                           | 16 października 2011 |
| Jednostka bada sprawę morderstwa zgwałconej kobiety. Sprawa okazuje się być połączona z serią gwałtów na kobietach w ich własnych domach. |                                                          |                      |
| 4 | Teulauma 트라우마                                        | 23 października 2011 |
| Jednostka bada zabójstwo poważanego w okolicy pastora. Sprawca zostaje złapany, jednak brakuje narzędzia zbrodni, które byłoby definitywnym dowodem jego winy. Obrońcą sprawcy zostaje Yoon Ji-hee, jedna z najlepszych obrończyń w kraju i sprawca ma dużą szansę na uniewinnienie. W trakcie śledztwa wychodzi na jaw, że pastor był swojego czasu oprawcą swojego zabójcy. |                                                          |                      |
| 5 | Jinsilgeim 진실게임                                      | 30 października 2011 |
| W wyniku przecięcia hamulców w rowerze, ginie jedyna córka byłego szefa policji. Początkowo Tae-yeon i Jung-in chcą przekazać tę sprawę policji, lecz krótko po tym koleżanka z klasy dziewczyny również umiera, wypadając z okna szkoły. Pozostali uczniowie zaczynają wierzyć, że duch zmarłej dwa lata wcześniej dziewczyny mści się na swoich prześladowczyniach. Tae-yeon dowiaduje się o zaginięciu sędziego prowadzącego rozprawę dotyczącą śmierci pastora. |                                                          |                      |
| 6 | Paiteu keulleob 파이트 클럽                              | 6 listopada 2011     |
| Piątka ludzi z klubu walk zakłada się o to, który z uprawianych przez nich stylów walki jest najlepszy. Organizują więc ze sobą walki mające wyłonić zwycięzcę. Wkrótce jeden z nich ginie w pojedynku. Przy okazji śledztwa, Tae-yeon odkrywa kolejną informację dotyczącą seryjnych zabójstw sprzed 7 lat. |                                                          |                      |
| 7 | Sindeulom 신드롬                                         | 13 listopada 2011    |
| Wróżbita zostaje zaproszone do programu rozrywkowego. W trakcie przepowiada prowadzącemu program śmierć, a owa przepowiednia wkrótce potem spełnia się. |                                                          |                      |
| 8 | Dal 달                                                   | 20 listopada 2011    |
| Młoda kobieta dzwoni na policję, informując, że jej ciotka została zamordowana, obrazy ciotki skradzione, jej chłopak uprowadzony, a ona sama była uwięziona. Według kobiety sprawców było dwóch. Wkrótce kobieta sama staje się główną podejrzaną. Yoon Ji-hee dzwoni do Tae-yeona prosząc o pomoc – ktoś czyha na jej życie. |                                                          |                      |
| 9 | Joh-eun chingudeul 좋은 친구들                           | 27 listopada 2011    |
| Zostaje zamordowany szef jednego z gangów w mieście. Poszukując mordercy, okazuje się, że Jung-in jest dobrze zaznajomiona z gangsterskimi technikami wyrównywania rachunków. Tae-yeon i Soon-bom szukają Ji-hee, która zaginęła. |                                                          |                      |
| 10 | Gyeolhon 결혼                                            | 4 grudnia 2011       |
| Jednostka bada morderstwo jednego z uczestników kręconego na odludziu programu rozrywkowego, mającego wyłonić pary zakochanych z obcych sobie ludzi. W tym czasie Tae-yeon pomaga oczyścić imię Ra Jae-wooka, który stał się podejrzanym o morderstwo pielęgniarki, a któremu zlecił był zebranie informacji, związanych z morderstwami sprzed 7 lat ze szpitala w którym ten pracował. |                                                          |                      |
| 11 | Choejonghoe Part.1 최종회 Part.1                         | 11 grudnia 2011      |
| Ji-hee ucieka od swojego oprawcy, jednak jej stan psychiczny jest bardzo zły. Tae-yeon próbuje ją przesłuchać, ale przynosi to niewielkie rezultaty. W tym czasie Jung-in i Dong-man prowadzą własne śledztwo, znajdując miejsce w którym morderca przetrzymywał swoje ofiary, zarówno te żywe, jak i martwe. Tae-yeon dzięki rozmowie z Jae-wookiem znajduje nowy trop i dowiaduje się kto stoi za morderstwami sprzed siedmiu lat oraz za niedawnymi zaginięciami. Morderca jednak odwraca sytuację na swoją korzyść, sprawiając, że głównym podejrzanym w sprawie staje się Tae-yeon. |                                                          |                      |
| 12 | Choejonghoe Part.2 최종회 Part.2                         | 18 grudnia 2011      |
| Trwa obława na Tae-yeona, który zbiegł z aresztu. Soon-bomowi udaje się mu przekazać próbki krwi ostatnich ofiar morderstw oraz informuje go, że według koronera sprawców morderstw jest dwóch. |                                                          |                      |

### Seria druga
| 1 | 13 | Poglyeog-ui yeogsa 폭력의 역사                | 9 września 2012      |
| Jednostce zostaje przydzielona nowa szefowa. Do jednostki dołącza również nowy koroner – Jo Jung-hyun. Jednostka bada sprawę morderstwa, którego ofiara była przed śmiercią torturowana. Wkrótce okazuje się, że ofiar śmierci w wyniku tortur jest więcej. W tym czasie ojciec pierwszej ofiary na własną rękę próbuje znaleźć mordercę. Lata wcześniej Park Hoon podczas śledztwa natyka się na eksperymenty na wampirach. |    |                                               |                      |
| 2 | 14 | Good Luck                                     | 16 września 2012     |
| Do Korei przyjeżdża Luna, znana japońska szamanka. W programie telewizyjnym próbuje pomóc kobiecie znaleźć córkę, jednak wróżba jest niepomyślna. Jednostka wkrótce odnajduje ciało owej dziewczyny, powieszone na drzewie. W związku z tym, że życzą sobie tego zarządzający jednostką politycy, Luna na czas śledztwa dołącza do jednostki. Wkrótce okazuje się, że cała sprawa ma symboliczny wydźwięk związany z szamańskimi czarami. Lata wcześniej Park Hoon ściga podejrzanego, który okazuje się być wampirem – ów wampir podczas pościgu gryzie go, zmieniając Park Hoona w wampira. |    |                                               |                      |
| 3 | 15 | Eotteon jeong-ui 어떤 정의                    | 23 września 2012     |
| Jo Jung-hyun podpisuje swoją nowo-wydaną książkę na spotkaniu autorskim, gdy zostaje oskarżony o popełnienie morderstwa, które jednak okazuje się wkrótce samobójstwem. Okazuje się, że sprawa dotyczy morderstwa popełnionego prawie 15 lat wcześniej, a za które skazany na karę śmierci syn samobójcy wciąż utrzymuje, że jest niewinny. Ponieważ Jung-hyun był lekarzem sądowym w tej sprawie, ma wyrzuty sumienia i wątpliwość, że jednak mógł się mylić w swoim raporcie. Prosi więc członków jednostki o ponowne rozpatrzenie sprawy, zanim wyrok się uprawomocni i kara zostanie wykonana. Dong-man zostaje zmuszony do tymczasowej opieki nad wnuczką samobójcy, którą nie ma się kto zająć. Lata wcześniej Park Hoon pracuje nad kolejną sprawą morderstwa. Na miejscu zbrodni spotyka młodego Jo Jung-hyuna, który pracuje jako analityk sądowy w NFS. Park Hoon odkrywa także, że ojciec Jung-hyuna pracował przy wampirzym projekcie. |    |                                               |                      |
| 4 | 16 | Baempaieowaui inteobyu 뱀파이어와의 인터뷰    | 30 września 2012     |
| Jednostka bada dwa pozornie niezależne od siebie morderstwa – dziewczyny rozjechanej samochodem i aktorki wpół-zakopanej w lesie. Okazuje się, że obie pracowały na pobliskim planie filmowym, na którym kręcono film o wampirach pt. Baempaieo Geomsa (pol. wampirzy prokurator). Jung-in scenariusz filmu bardzo się podoba i ponosi ją fantazja. Lata wcześniej, w sierpniu 1988 roku, Park Hoon spotyka się z Ra Jae-wookiem, któremu wyjawia swój sekret i prosi go o przeprowadzenie badań nad wampiryzmem i ewentualnym możliwym wyleczeniem. |    |                                               |                      |
| 5 | 17 | Hamjeong 함정                                 | 7 października 2012  |
| Jung-hyun decyduje się na adopcję Lee Ji-ae, wnuczki samobójcy (odc. 3). Jednostka bada sprawę morderstwa detektywa, którego ciało zostało całkowicie pozbawione krwi. Modus operandi jest bardzo podobny do dwóch spraw sprzed 20 lat przy których pracował Jung-hyun razem z Park Hoonem. Okazuje się, że morderca ściga tych, którzy podążają jego śladem. W lipcu 1994 roku Park Hoon wciąż poluje na tego samego wampira, lecz ten postawił w sytuacji podbramkowej jednego z jego znajomych – albo zabije Park Hoona, albo ten zabije mu rodzinę. |    |                                               |                      |
| 6 | 18 | Modeldeul 모델들                              | 14 października 2012 |
| 7 | 19 | Seutokeo 스토커                               | 21 października 2012 |
| 8 | 20 | Magdwaemeogeun Tae-yeon ssi 막돼먹은 태연씨   | 28 października 2012 |
| 9 | 21 | Chagaun pi VS nappeun pi 차가운 피 VS 나쁜 피 | 4 listopada 2012     |
| 10 | 22 | Agmaui tansaeng 악마의 탄생                   | 11 listopada 2012    |
| 11 | 23 | Baempaieoui gwihwan 뱀파이어의 귀환           | 18 listopada 2012    |

## Odbiór
Pierwsza seria tego serialu była najchętniej oglądanym programem w ramówce stacji przez kolejnych 11 tygodni, a także zanotowała najwyższą oglądalność tej stacji w całym roku 2011, wynoszącą 4,3%
Serial ten był także wyświetlany w kilku innych krajach, między innymi w Japonii na kanale BS-TBS pod nazwą Vanpaia kenji (jap. ヴァンパイア検事).

## Ścieżka dźwiękowa

### Seria pierwsza
| 뱀파이어 검사 OST / Baempaieo geomsa OST | 뱀파이어 검사 OST / Baempaieo geomsa OST             | 뱀파이어 검사 OST / Baempaieo geomsa OST |
| Nr                                       | Tytuł utworu                                         | Długość                                  |
| ---------------------------------------- | ---------------------------------------------------- | ---------------------------------------- |
| 1.                                       | „사랑에 미쳐본다” (Lee Jung)                         |                                          |
| 2.                                       | „Don’t Cry” (Joseph feat. Rhino (요셉 feat. 라이노)) |                                          |

### Seria druga
| 뱀파이어 검사 2 OST / Baempaieo geomsa 2 OST | 뱀파이어 검사 2 OST / Baempaieo geomsa 2 OST                                   | 뱀파이어 검사 2 OST / Baempaieo geomsa 2 OST |
| Nr                                           | Tytuł utworu                                                                   | Długość                                      |
| -------------------------------------------- | ------------------------------------------------------------------------------ | -------------------------------------------- |
| 1.                                           | „Danger” (MC Sniper (MC 스나이퍼) feat. Yi Noo (리누) & Kim Seo Hyun (김서현)) |                                              |